# 女流文学賞
女流文学賞（じょりゅうぶんがくしょう）は、中央公論社が、女流文学者会主催の女流文学者賞を引継いで創設した文学賞。「女流」という名称に対して批判があり、女性作家の進出が著しい中で女性の作品だけを顕彰するあり方について再検討された。中央公論社の経営不振により2000年をもって終了し、2001年より婦人公論文芸賞となった。毎年6月に発表。

## 受賞作[2]

### 第1回から第10回まで
- 第1回（1962年） 網野菊『さくらの花』
- 第2回（1963年） 佐多稲子『女の宿』、瀬戸内晴美『夏の終り』
- 第3回（1964年） 野上弥生子『秀吉と利休』
- 第4回（1965年） 該当作なし
- 第5回（1966年） 円地文子『なまみこ物語』
- 第6回（1967年） 有吉佐和子『華岡青洲の妻』、河野多惠子『最後の時』
- 第7回（1968年） 平林たい子『秘密』
- 第8回（1969年） 阿部光子『遅い目覚めながらも』
- 第9回（1970年） 大原富枝『於雪　土佐一条家の崩壊』、大谷藤子『再会』
- 第10回（1971年） 宇野千代『幸福』

### 第11回から第20回まで
- 第11回（1972年） 芝木好子『青磁砧』
- 第12回（1973年） 幸田文『闘』
- 第13回（1974年） 富岡多恵子『冥土の家族』
- 第14回（1975年） 大庭みな子『がらくた博物館』
- 第15回（1976年） 萩原葉子『蕁麻の家』
- 第16回（1977年） 高橋たか子『ロンリー・ウーマン』、宮尾登美子『寒椿』
- 第17回（1978年） 竹西寛子『管絃祭』、津島佑子『寵児』
- 第18回（1979年） 中里恒子『誰袖草』、佐藤愛子『幸福の絵』
- 第19回（1980年） 曽野綾子『神の汚れた手』※辞退
- 第20回（1981年） 広津桃子『石蕗の花』

### 第21回から第30回まで
- 第21回（1982年） 永井路子『氷輪』
- 第22回（1983年） 林京子『上海』
- 第23回（1984年） 吉田知子『満州は知らない』
- 第24回（1985年） 山本道子『ひとの樹』
- 第25回（1986年） 杉本苑子『穢土荘厳』
- 第26回（1987年） 田辺聖子『花衣ぬぐやまつわる……』
- 第27回（1988年） 塩野七生『わが友マキアヴェッリ』、金井美恵子『タマや』
- 第28回（1989年） 吉行理恵『黄色い猫』
- 第29回（1990年） 村田喜代子『白い山』、津村節子『流星雨』
- 第30回（1991年） 山田詠美『トラッシュ』、須賀敦子『ミラノ　霧の風景』

### 第31回から第39回まで
- 第31回（1992年） 岩橋邦枝『浮橋』、稲葉真弓『エンドレス・ワルツ』
- 第32回（1993年） 安西篤子『黒鳥』
- 第33回（1994年） 松浦理英子『親指Pの修行時代』
- 第34回（1995年） 髙樹のぶ子『水脈』
- 第35回（1996年） 田中澄江『夫の始末』
- 第36回（1997年） 北原亞以子『江戸風狂伝』
- 第37回（1998年） 米谷ふみ子『ファミリー・ビジネス』
- 第38回（1999年） 原田康子『蝋涙』
- 第39回（2000年） 川上弘美『溺レる』

## 選考委員
- 第1回　正宗白鳥、井上靖、平野謙、野上弥生子、佐多稲子、円地文子、平林たい子
- 第2-3回　白鳥死去により川端康成
- 第4-10回　川端退任により丹羽文雄
- 第11-15回　井上、円地、佐多、平野、丹羽、野上
- 第16回　宇野千代が加わる
- 第17回　井上、宇野、円地、佐多、丹羽
- 第18-19回　佐伯彰一が加わる
- 第20-25回　河野多恵子が加わる。井上、宇野、円地、佐伯、丹羽
- 第26-27回　円地が退任
- 第28回　井上、大庭みな子、河野、佐伯、佐多、瀬戸内寂聴
- 第29-35回　阿川弘之、大庭、佐伯、瀬戸内、田辺聖子
- 第36回―　大庭が退任